# Croydon (Victoria)
Croydon is een voorstad van Melbourne in de Australische deelstaat Victoria. Bij de telling van 2016 had Croydon 26.946 inwoners.